# Stiftung Interkultur
Die Stiftung Interkultur war ein Projekt der anstiftung (Stiftung). Die anstiftung fördert und koordiniert Interkulturelle Gärten.

## Geschichte
Sie wurde 2003 von der anstiftung gegründet und will einen Beitrag zu einem neuen Verständnis von gesellschaftlicher Integration leisten. Dabei  greift man Impulse auf, die von der Migrationsbevölkerung zur Gestaltung von Gesellschaft ausgehen. Geschäftsführerin ist die Soziologin und Publizistin Christa Müller. Als bundesweite Service- und Koordinierungsstelle des mittlerweile fast 1000 Projekte umfassenden Netzwerks Interkulturelle und Urbane Gärten konzentriert sich die Stiftungsarbeit auf folgende vier Kernaufgaben.

## Ziele, Aufgaben laut Satzung
Sie berät bei der Einrichtung und Weiterentwicklung von Gärten und stellt Erfahrungswissen aus anderen Projekten zur Verfügung. Außerdem evaluiert und erforscht sie die Projektpraxis, koordiniert ein Forschungsnetzwerk und bereichert Diskurse zum Thema Migration und Interkultur. Die Stiftung verdeutlicht die Potenziale von Selbermachen und Eigeninitiative speziell in der Einwanderungsdebatte, gibt die Schriftenreihe „Skripte zu Migration und Nachhaltigkeit“ heraus und  publiziert die Ergebnisse ihrer Forschungsarbeit in Fachmedien. Zudem organisiert sie den Wissenstransfer in Politik und Wissenschaft, fördert Projekte finanziell, veranstaltet Vernetzungstreffen und Tagungen und moderiert den Erfahrungs- und Wissensaustausch der Projekte untereinander im Rahmen von Fortbildungen und Workshops.

## Auszeichnung
Die Stiftung wurde im Jahr 2006 mit dem Göttinger Friedenspreis ausgezeichnet.